# Sorkkasaari (ö i Mellersta Finland)
Sorkkasaari är en ö i Finland. Den ligger i sjön Isojärvi och i kommunen Jämsä i landskapet Mellersta Finland, i den södra delen av landet, 180 km norr om huvudstaden Helsingfors. Öns area är 1,6 hektar och dess största längd är 200 meter i nord-sydlig riktning.